# Падіння пласта
Падіння пласта (шару, жили, поверхні розриву) — найбільший нахил пласта, шару, товщі, жили, а також поверхні розриву до горизонтальної площини (кут падіння) і меридіана місцевості (азимут падіння). Падіння і простягання — елементи залягання геологічних тіл та структурних поверхонь.

Лінії простягання і падіння покладу в аксонометрії та на плані

Лінія падіння – лінія на поверхні пласта (жили, тріщини), перпендикулярна лінії простягання і орієнтована в напрямку максимального нахилу пласта. Визначається з допомогою гірничого компаса.

## Різновиди
ПАДІННЯ ЦЕНТРИКЛІНАЛЬНЕ — падіння пластів гірських порід, спрямоване до одного центру. Характерне для мульд і замикань синклінальних складок.